# Leptogorgia parva
Leptogorgia parva is een zachte koraalsoort uit de familie Gorgoniidae. De koraalsoort komt uit het geslacht Leptogorgia. Leptogorgia parva werd in 1918 voor het eerst wetenschappelijk beschreven door Bielschowsky. 